# Colonia Aurelio V. Guinto
Colonia Aurelio V. Guinto är en ort i Mexiko.   Den ligger i kommunen Coyuca de Benítez och delstaten Guerrero, i den södra delen av landet, 290 km söder om huvudstaden Mexico City. Colonia Aurelio V. Guinto ligger 26 meter över havet och antalet invånare är 381.
Terrängen runt Colonia Aurelio V. Guinto är kuperad norrut, men söderut är den platt. Runt Colonia Aurelio V. Guinto är det ganska glesbefolkat, med 25 invånare per kvadratkilometer. Närmaste större samhälle är Coyuca de Benítez, 2,7 km nordväst om Colonia Aurelio V. Guinto. Omgivningarna runt Colonia Aurelio V. Guinto är en mosaik av jordbruksmark och naturlig växtlighet.